# Apoxiómeno de Croacia
El Apoxiómeno de Croacia es una estatua antigua de bronce que pudo haber sido forjada en el siglo II a. C. o el siglo I a. C.. Fue encontrada en 1996 en un banco de arena cercano a la isla croata de Vele Orjule, al sur de Lošinj. Con un tamaño de 192 cm, con toda probabilidad es un luchador, siendo otro ejemplo del tema tradicional del arte heleno de plasmar el Apoxiómeno, que suele representar a un joven atleta, sorprendido limpiándose con un raspador el polvo, sudor y ungüento de su cuerpo con el pequeño instrumento curvo que los romanos llamaban estrígil.
En 2007, la estatua fue galardonada con el Premio de Patrimonio Cultural Europa Nostra.

## Descubrimiento

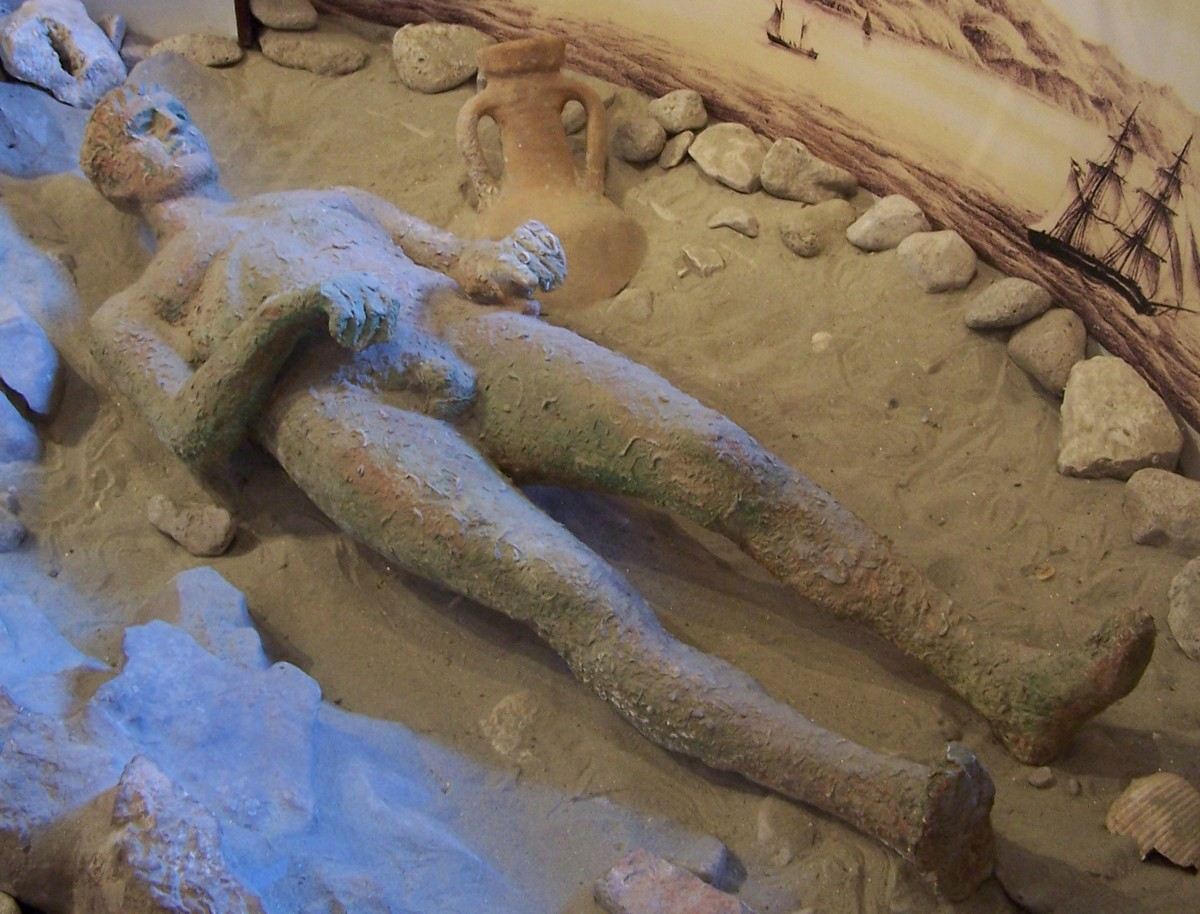
Recreación del fondo marino en el que fue encontrado la estatua en 1996.

En 1996, el turista belga René Wouters se encontraba buceando en el islote de Vele Orjule. Durante una de sus inmersiones, encontró en el fondo de un banco de arena, a una profundidad de 45 metros, un cúmulo de elementos que parecían tener formas humanas. Resultó ser una estatua atrapada en el fondo rocoso que tenía su lado derecho (parte de la espalda, cabeza y extremidades) saturados de arena y limo. Su descubrimiento fue notificado rápidamente a la Secretaría de Cultura de Croacia, que ordenó el 24 de abril de 1999 su recuperación, llevada a cabo por buzos de la policía y por expertos del Ministerio de Cultura y del Museo Arqueológico de Zadar.
Tras su descubrimiento se realizaron diversas investigación en la región en la que se encontró, en torno al mar Adriático. Los investigadores sostienen que la estatua fue arrojada al mar, siendo desconocidas sus razones, pero pudo ser posiblemente desde un buque mercante romano durante el transcurso de una tormenta.

## Descripción
La estatua representa a un joven atleta que se limpia el sudor y la arena con un rascador o estrígil. Los expertos han destacado que sus brazos y su espalda musculosos pueden considerar el tema de la estatua el de un luchador. Sus piernas están ligeramente inclinadas hacia la derecha, mientras que el torso lo hace hacia la izquierda; todo ello dejando la línea del cuerpo en una «S» apenas perceptible. Se encuentra con el pie izquierdo levantado por el talón, cayendo el peso sobre la pierna derecha y con la cabeza inclinada hacia abajo, dirigiendo la mirada hacia el raspador que le falta, que debía estar sujeto en la mano derecha.
Al contrario que la versión del Apoxiómeno tallada por Lisipo, esta se distingue por unas manos más bajas, a la altura del flanco. Los historiadores del arte Nenad Cambi y Vincenzo Saladino consideran fue hecha en algún momento concreto entre los siglos II a. C. o I a. C. Fue fundida en bronce, conteniendo altas dosis de plomo, usándose un modelo de cera formado por siete partes: cabeza, torso, manos, piernas y zona genital, que se soldaron con la antigua técnica de fundir el bronce, con soldaduras a base de plomo y estaño, ayudándose de moldes de arcilla para las piernas. Las cavidades oculares contenían insertos para los ojos, y los labios y pezones son chapas de cobre ligeramente rojizas.
Una estatua similar al Apoxiómeno de Croacia se encontró en 1896 en Éfeso, en la actual Turquía, formando parte en la actualidad del Museo de Historia del Arte de Viena. No obstante, en comparación al resto de estatuas que llevan con motivo el Apoxiómeno, el croata, por encima incluso de la copia de Lisipo, es la que mejor está conservada, principalmente porque la croata mantiene sus manos al nivel de la cadera y no en el antebrazo.

## Proceso de restauración
Cuando fue rescatada del mar, la estatua se encontraba cubierta de diversos organismos marinos que se habían adherido a la misma. Los científicos no usaron agentes químicos para eliminarlos; en su lugar, solo se usaron herramientas manuales mecánicas de precisión en el proceso de conservación, que fue el primero de este tipo en Croacia. Se repararon grietas y roturas, y se hizo una construcción especialmente diseñada que soportaba la figura completa desde el interior.

## Exposición
Después del proceso de restauración, que duró varios años, el Apoxiómeno se exhibió al público inicialmente en el Museo Arqueológico de Zagreb, donde estuvo entre el 18 de mayo al 17 de septiembre de 2006. Desde el 1 de octubre de 2006 hasta el 30 de enero de 2007, se expuso en el Palacio Medici Riccardi de Florencia donde fue visto por alrededor de 80 000 personas. Tiempo después regresó a Zagreb.
En febrero de 2007, el primer ministro croata Ivo Sanader abogó por trasladar la estatua a la isla de Lošinj, pues allí había sido encontrada, pero dejó la decisión final a los expertos del consejo para el Patrimonio Cultural. Meses después, dicho consejo aprobó por unanimidad su traslado al museo que se estaba, por aquel entonces, construyendo en las dependencias del Palacio de Kvarner, en Lošinj, donde se conserva hasta la actualidad.
Antes de su posición fija, tras su paso por Florencia, la estatua ha sido visitada por multitud de turistas en otras ubicaciones, puesto que Croacia permitió su exhibición en museos como el Louvre, el Museo Británico, el J. Paul Getty de Los Ángeles, el Museo Arqueológico de Osijek, el Museo de la Ciudad de Ljubliana o el Museo Etnográfico de Split.

## Galería de imágenes

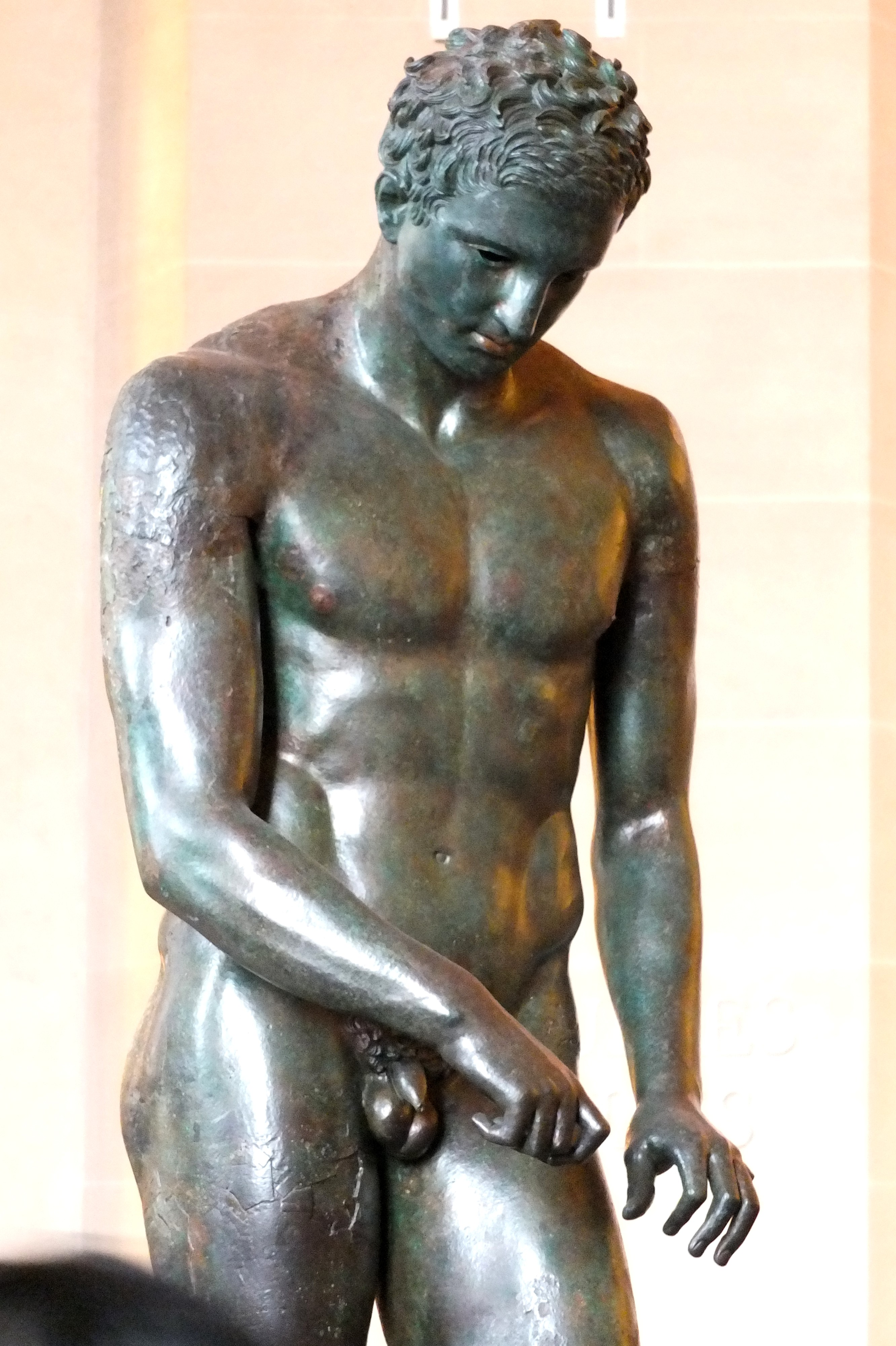
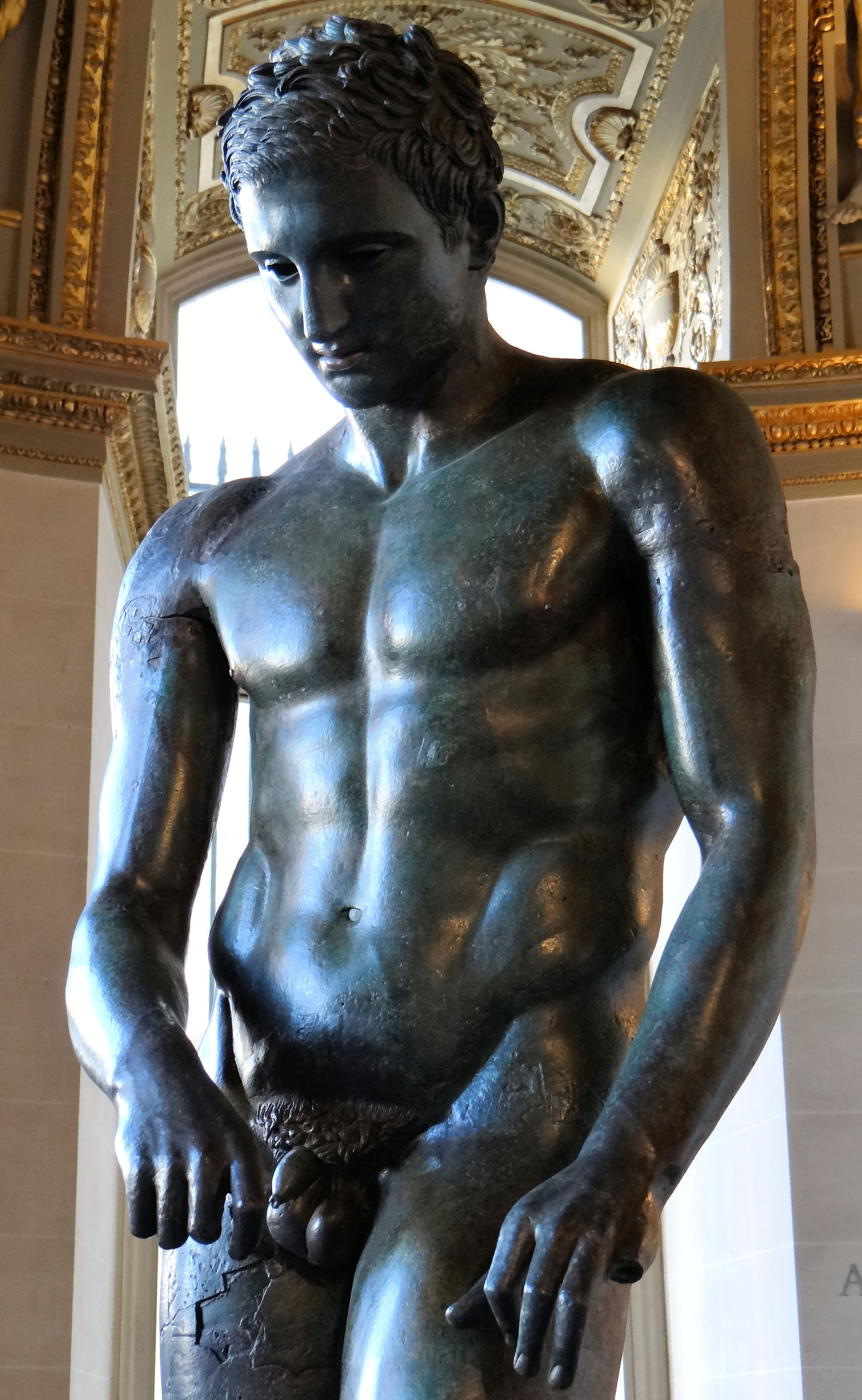
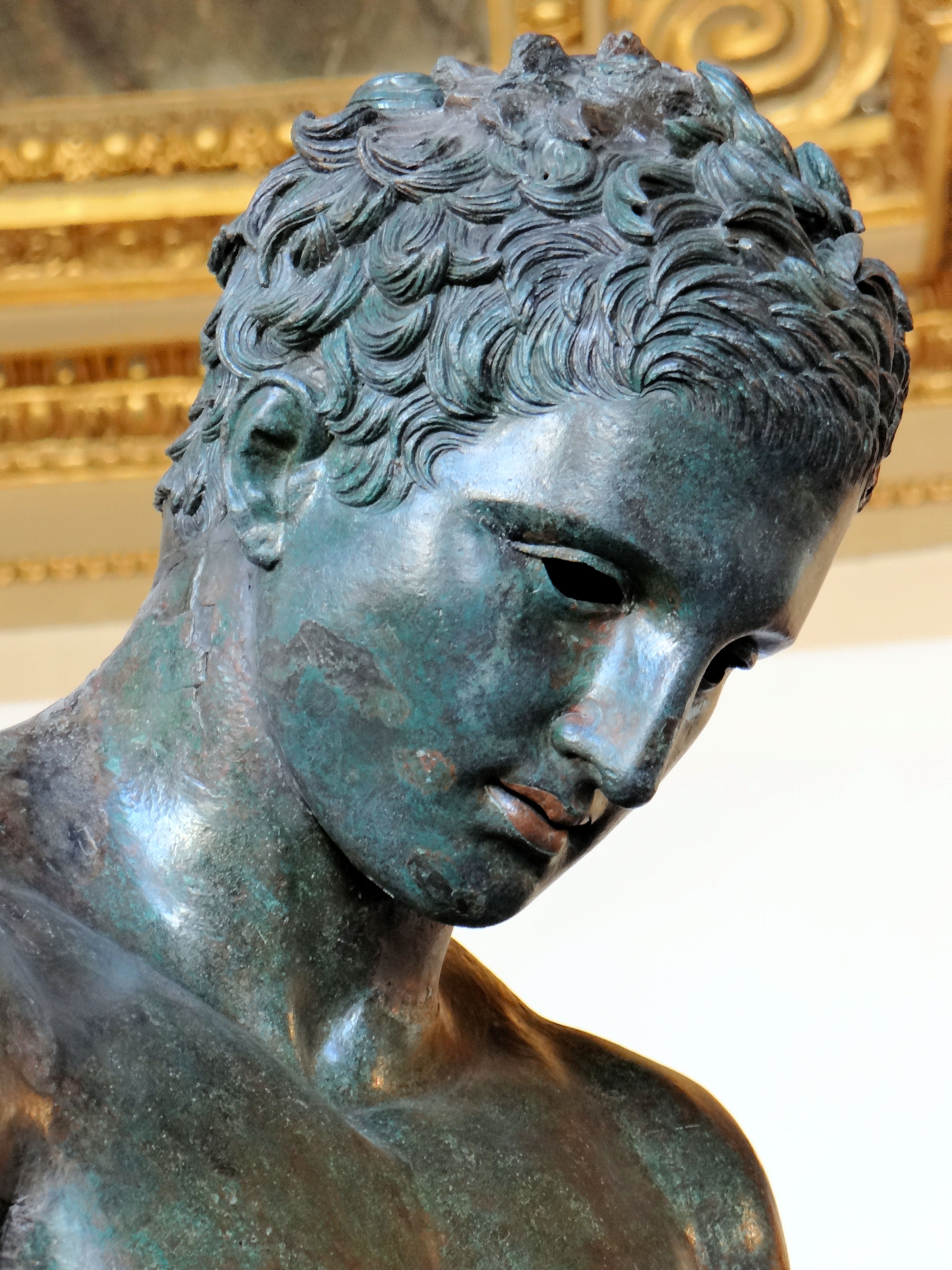
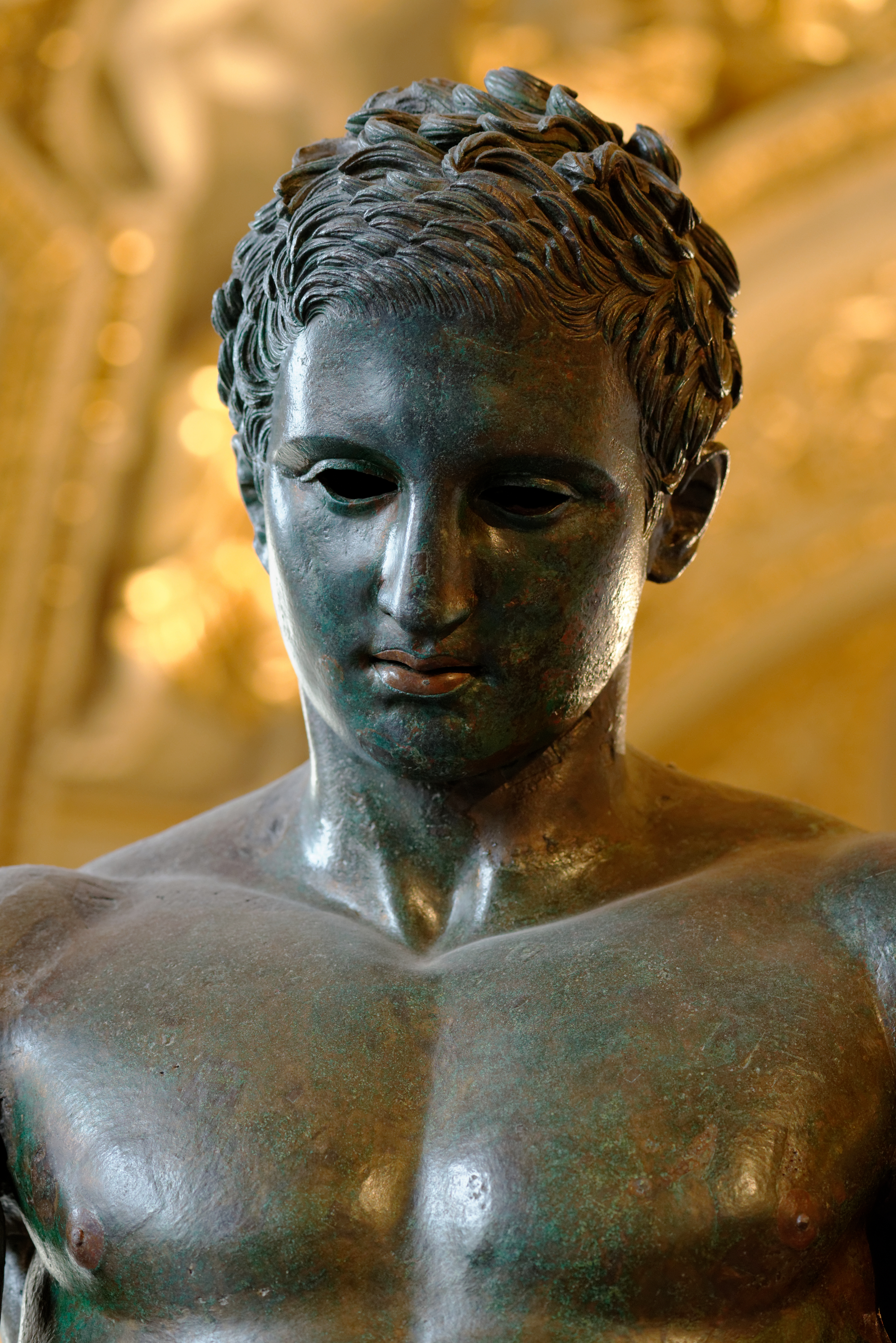
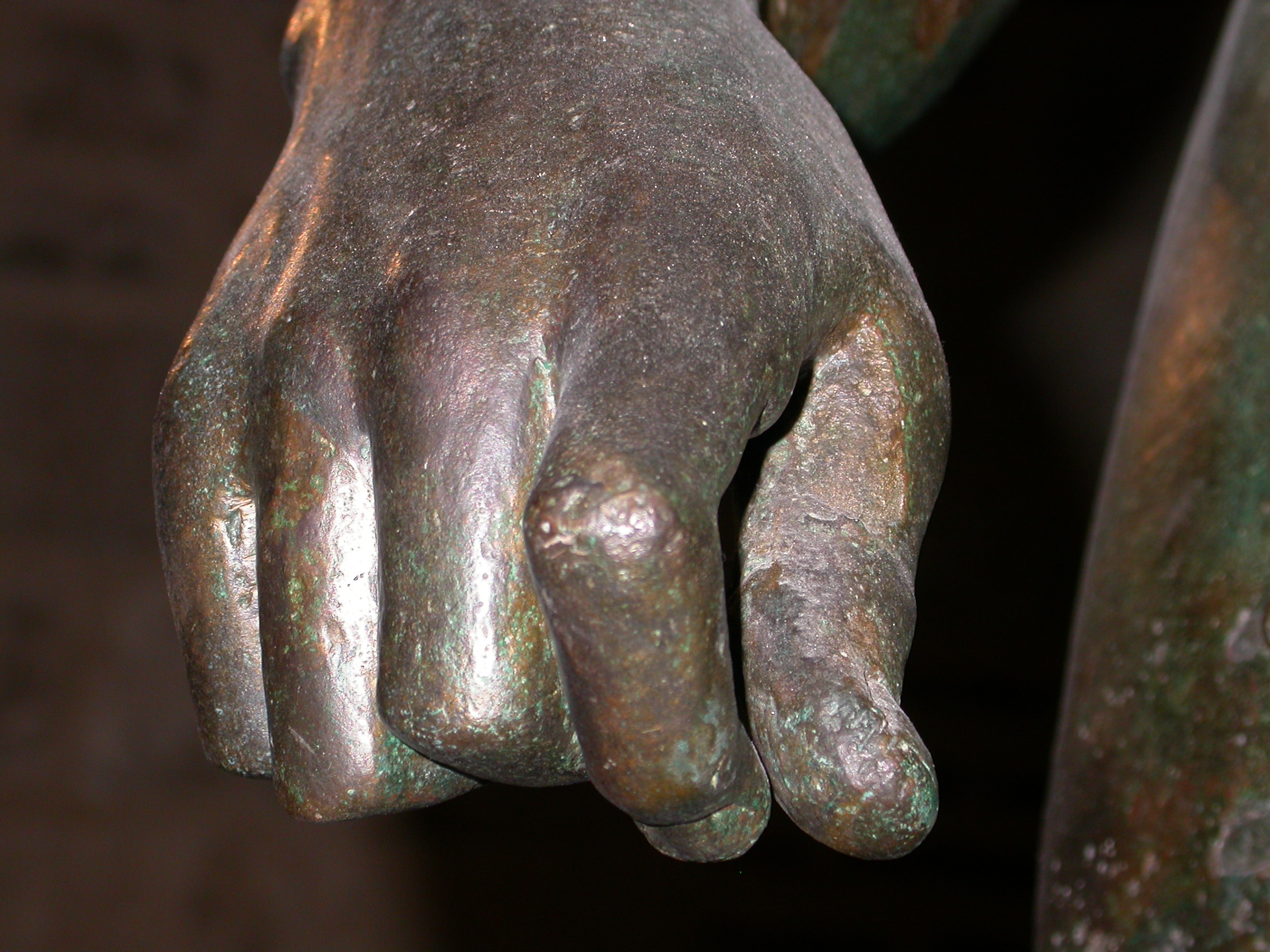
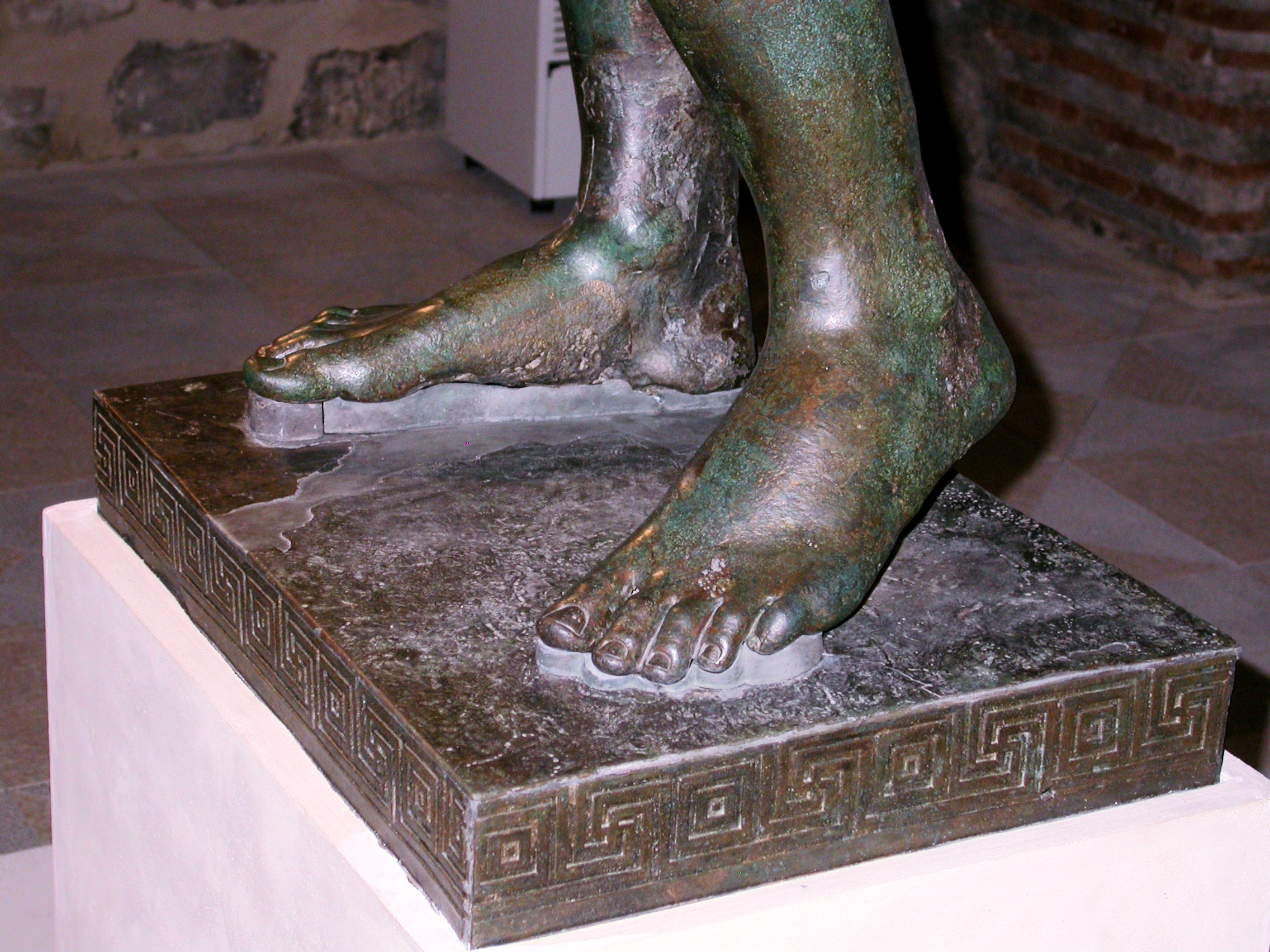
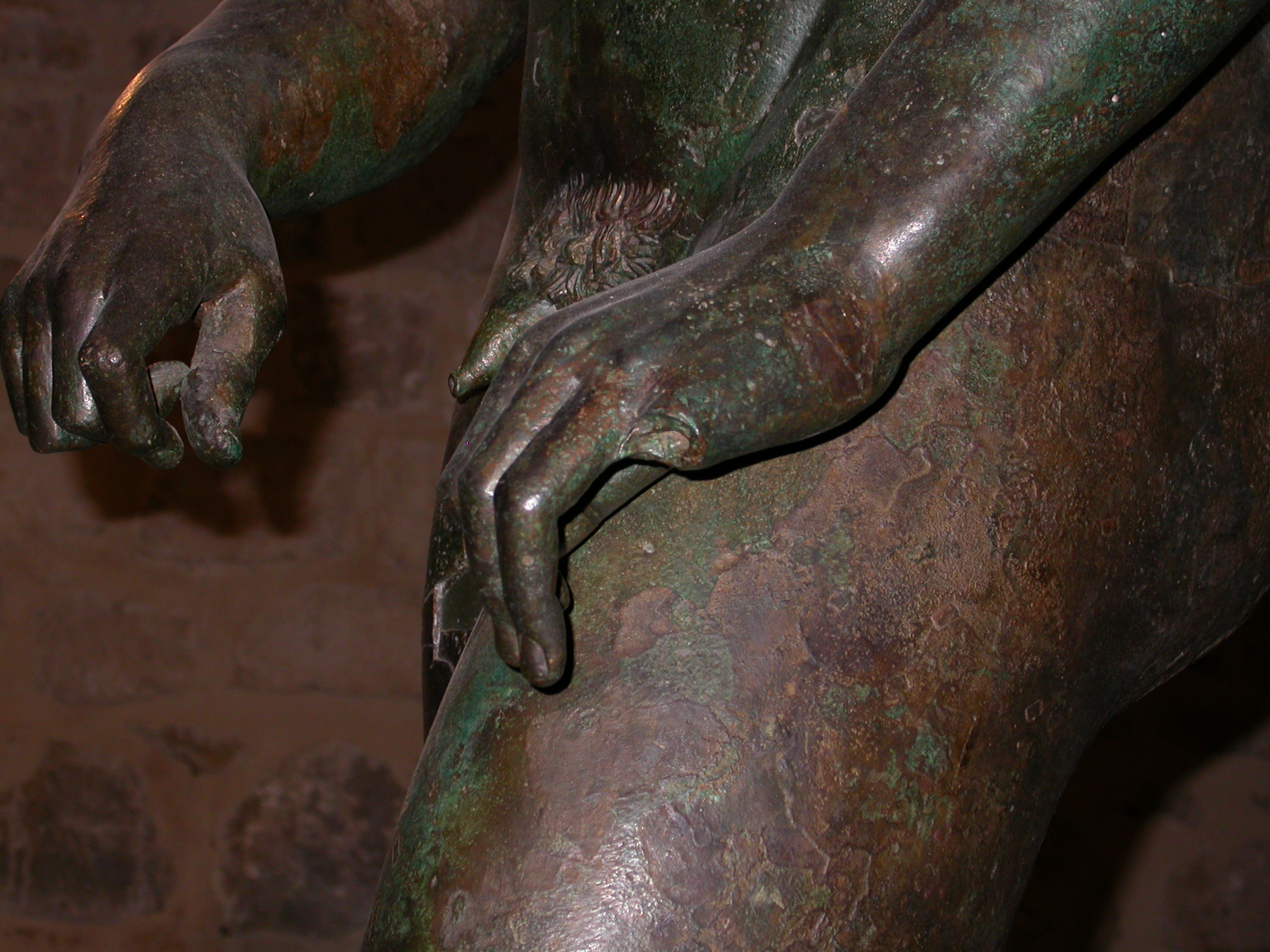